# Something
Something è un brano musicale dei Beatles, composto da George Harrison nel 1969. Fu inclusa nell'album Abbey Road e fu la prima canzone scritta da Harrison ad apparire sul lato A di un singolo dei Beatles. Fu anche uno dei primi singoli dei Beatles a contenere tracce già disponibili in un album long playing (LP), con Something e Come Together entrambe già apparse su Abbey Road. Something fu l'unico brano dei Beatles scritto da George Harrison a raggiungere la vetta delle classifiche americane.
John Lennon e Paul McCartney, i principali compositori della band, elogiarono Something come una tra le migliori canzoni che Harrison avesse mai scritto, o che il gruppo avesse mai offerto; Lennon dichiarò persino che era la «canzone migliore presente su Abbey Road», mentre McCartney la considera tuttora «la miglior canzone di Harrison in assoluto». Oltre al buon successo di critica, il singolo ottenne anche un riscontro commerciale enorme, piazzandosi al primo posto della Billboard Hot 100 negli Stati Uniti, in Canada per quattro settimane, al secondo in Norvegia ed entrando nella Top 10 del Regno Unito. La canzone fu reinterpretata da oltre 150 artisti tra cui Elvis Presley, Shirley Bassey, Frank Sinatra, Ray Charles, Bob Dylan, Tony Bennett, James Brown, Julio Iglesias, Eric Clapton, Joe Cocker, Sarah Vaughan, Tom Jones e, nel 2001, i Gazosa. Ed è la canzone dei Beatles con più cover dopo Yesterday. Harrison disse che, tra tutte le reinterpretazioni, la sua preferita era quella di James Brown, che peraltro aveva nel suo jukebox personale.

## Il brano

### Composizione
Nel 1968, durante la registrazione di The Beatles (meglio conosciuto come White Album o Album Bianco), Harrison cominciò a lavorare su una canzone che divenne nota come Something. La prima strofa della canzone fu tratta dal titolo di una canzone totalmente differente di James Taylor, che incideva per la Apple, l'etichetta discografica fondata dai Beatles, intitolata Something in the Way She Moves e fu utilizzata come riempitivo, mentre si stava sviluppando la melodia. Il secondo verso della canzone, «Attracts me like no other lover», fu l'ultimo ad essere scritto; durante la registrazione di Something, Harrison alternò l'uso di due frasi: «Attracts me like a cauliflower» e «Attracts me like a pomegranate».

La copertina dell'Album Bianco. Something fu scritta durante le registrazioni di questo album.

Harrison sulla nascita della canzone dichiarò: «Avevo un momento libero mentre Paul stava facendo qualche sovraincisione, così me ne andai in una stanza vuota ed iniziai a scrivere. Questo è tutto quel che feci, eccetto per la sezione mediana, che richiese un po' più di tempo. Non finì sul White Album perché avevamo già finito le altre tracce». Un nastro demo della canzone con la versione iniziale di Harrison è stato incluso nell'Anthology 3 del 1996.
Molti pensano che l'ispirazione di Harrison per la composizione di Something sia da ricondurre a Pattie Boyd, all'epoca sua moglie. Pattie, nella sua autobiografia del 2007, Wonderful Tonight, confermò: «Mi disse, come un dato di fatto, che l'aveva scritta per me.»
Tuttavia Harrison citò altre fonti di ispirazione. In un'intervista del 1996, alla domanda se il brano fosse su Pattie rispose: «Be' no, non la scrissi con lei in mente. Composi il brano, e poi qualcuno mise insieme un video: quel che fecero fu semplicemente riprendere qualche immagine di me e Pattie, Paul e Linda, Ringo e Maureen, e John & Yoko, e così ebbero un piccolo video per accompagnare la canzone. Quindi, tutti da allora pensarono che avessi scritto Something per Pattie, ma quando la scrissi in realtà stavo pensando a Ray Charles!».
L'intenzione iniziale di Harrison era stata quella di offrire il brano a Jackie Lomax, che aveva già eseguito in precedenza un'altra composizione di Harrison, Sour Milk Sea. Invece la canzone fu data a Joe Cocker (che poco tempo prima aveva inciso una magistrale reinterpretazione di With a Little Help from My Friends dei Beatles); la sua versione fu pubblicata due mesi prima di quella ufficiale dei Beatles. Durante le "Get Back/Let It Be Sessions", Harrison aveva inizialmente considerato l'idea di proporre Something ma poi cambiò idea, per paura che il particolare momento di tensione attraversato dal gruppo all'epoca non consentisse di dedicare al brano un'attenzione adeguata, dato che anche un primo brano proposto in precedenza, Old Brown Shoe, non aveva particolarmente entusiasmato il resto della band. Fu solo durante le sedute di registrazione per l'album Abbey Road che i Beatles iniziarono seriamente a lavorare su Something.

### Registrazione e produzione
Something fu registrata durante le sessioni in studio per l'album Abbey Road. Furono impiegati 52 take in due periodi distinti: nella prima sessione del 25 febbraio 1969, giorno del ventiseiesimo compleanno di Harrison, fu registrato un nastro demo, seguito da altri 13 provini il 16 aprile seguente. La seconda sessione coinvolse 39 take: iniziò il 2 maggio 1969, quando le parti principali della canzone erano state ultimate in 36 take, e terminò il 15 agosto 1969, dopo svariati giorni di sovraincisioni.
I Beatles si approcciarono alle sessioni di registrazione per l'album Abbey Road con un senso di disciplina e collaborazione che era stato a lungo latitante durante le sessioni del White Album e di Let It Be. Avendo temporaneamente lasciato il gruppo nel gennaio 1969 in parte a causa delle critiche di McCartney sul suo modo di suonare, Harrison mise in mostra una grande capacità di esprimere in modo chiaro ed efficace la propria posizione all'interno della band, in particolare mentre si stava lavorando a sue composizioni come Something e Here Comes the Sun. In aggiunta, come Lennon & McCartney, anche il produttore George Martin aveva iniziato ad apprezzare pienamente George Harrison come autore, e successivamente disse: «Mi resi conto che aveva un grande talento quando arrivò con Here Comes the Sun. Ma quando portò Something, fu qualcosa di diverso... Era un lavoro magnifico – e così semplice».
Il gruppo incise una versione iniziale di Something il 16 aprile prima che Harrison decidesse di rifare la canzone, con una nuova traccia base per la quale tornò in studio a Abbey Road il 2 maggio. La formazione era la seguente: Harrison alla chitarra ritmica trattata con effetto Leslie, Lennon al piano, McCartney al basso, Ringo Starr alla batteria, e Billy Preston all'organo Hammond. Il 5 maggio, agli Olympic Sound Studios, McCartney ri-registrò la sua parte di basso e Harrison aggiunse la chitarra solista. A questo punto, la canzone durava circa otto minuti, a causa dell'inclusione di una lunga coda strumentale suonata da Lennon al piano.
Dopo una pausa, la band tornò a lavorare su Something l'11 luglio, quando Harrison sovraincise una traccia vocale provvisoria. Con un primo missaggio, venne tagliata gran parte della coda strumentale, insieme a quasi tutta la parte di piano di Lennon. Il pianoforte è udibile solo nel middle eight nella versione finale.
Dopo un secondo missaggio, anche la restante parte della coda strumentale venne eliminata dalla traccia; il 15 agosto fu aggiunta l'orchestrazione arrangiata da Martin, mentre Harrison, nello studio adiacente, ri-registrò la voce solista e la sua chitarra dal vivo.

### Pubblicazione
La Apple Records pubblicò Abbey Road il 26 settembre 1969, con Something inclusa come seconda traccia della prima facciata dell'album, dopo Come Together di Lennon. John considerava Something la migliore canzone sull'album. Sapendo che Old Brown Shoe, sempre di Harrison, era stata scelta come B-side per il singolo dei Beatles The Ballad of John and Yoko, Lennon fece pressioni su Allen Klein affinché Something fosse pubblicata come singolo estratto da Abbey Road. Insieme a Come Together come doppio lato A, il 45 giri venne pubblicato il 6 ottobre negli Stati Uniti (Apple 2654) e il 31 ottobre in Gran Bretagna (Apple R5814).
La pubblicazione segnò la prima volta nella quale a una composizione di George Harrison fu riservato il lato A di un singolo dei Beatles.
Anche se l'impatto del singolo fu leggermente smorzato dal successo dell'album collegato, Something / Come Together fu certificato disco d'oro dalla Recording Industry Association of America (RIAA) il 27 ottobre. Durante la permanenza del singolo nella classifica di Billboard negli Stati Uniti, Something raggiunse la terza posizione fino a quando la rivista modificò la procedura di conteggio delle vendite per ciascuna canzone; a seguito di questo cambiamento il 29 novembre, il 45 giri raggiunse la vetta della Billboard Hot 100, per una settimana. Come Together / Something divenne il diciottesimo singolo dei Beatles arrivato al numero 1 di Billboard, sorpassando il record di Elvis Presley, fermo a diciassette. Nelle altre classifiche statunitensi, Record World indicò Something / Come Together in prima posizione per due settimane e Come Together / Something, sempre al n. 1, per le restanti tre settimane mentre Cash Box, che continuava a conteggiare ogni canzone separatamente, indicò Something al numero 2 e Come Together al numero 1 per tre settimane di fila.
Something fu numero 1 anche in Canada (per cinque settimane), Australia (cinque settimane), Germania Ovest (due settimane), Nuova Zelanda e Singapore. Nel Regno Unito il 45 giri raggiunse la quarta posizione in classifica.
Il 17 febbraio 1999, Something venne certificata doppio disco di platino dalla RIAA.

### Video promozionale
Il celebre video promozionale di Something, che ritrae i membri dei Beatles con le relative mogli/compagne dell'epoca, venne girato poco tempo dopo lo scioglimento del gruppo. Il film è costituito da singole sequenze girate in tempi e posti diversi, che ritraggono singolarmente i membri dei Beatles con le loro compagne, montate insieme in un secondo momento. Il video venne diretto da Neil Aspinall.

## Formazione
- George Harrison: voce, chitarra ritmica, chitarra solista
- Paul McCartney: cori, basso
- John Lennon: pianoforte
- Ringo Starr: batteria

### Altri musicisti
- George Martin: arrangiamento d'archi
- Billy Preston: organo Hammond

## Cover
Con oltre 150 versioni, Something è la seconda canzone più reinterpretata dei Beatles dopo Yesterday. Iniziò ad essere oggetto di cover da parte di altri artisti immediatamente dopo la sua pubblicazione sull'album Abbey Road nel 1969. Lena Horne ne incise una cover già nel novembre 1969 per inserirla nel suo album in collaborazione con Gabor Szabo, Lena and Gabor. Altre versioni che ben presto si aggiunsero furono quelle date da Elvis Presley (che incluse la canzone nel suo speciale TV Aloha from Hawaii e nell'album da esso tratto Aloha From Hawaii: Via Satellite), Frank Sinatra, The O'Jays, James Brown, Smokey Robinson e Ray Charles. Tony Bennett ne incise due versioni a breve distanza di tempo, una inclusa nell'album Tony Sings the Great Hits of Today! e un'altra in Tony Bennett's Something, entrambi del 1970.
Frank Sinatra rimase particolarmente impressionato da Something, e la presentava dicendo: "è una delle migliori canzoni d'amore scritte negli ultimi 50 o 100 anni" e fece presente che pur essendo una canzone d'amore, nel testo, la classica frase "io ti amo" non c'è. Oltre ad aver eseguito Something in concerto numerose volte, Sinatra registrò il brano in due occasioni: la prima, alla fine anni sessanta, come singolo per la Reprise Records (versione che apparve sull'album Frank Sinatra's Greatest Hits, Vol. 2), e nel 1980 per l'album triplo Trilogy: Past Present Future. Durante le esibizioni dal vivo, si racconta che il cantante spesso introducesse Something indicandola erroneamente come una composizione di Lennon/McCartney. Solo nel 1978 prese a citare correttamente Harrison come autore del brano.
Un'altra versione di successo fu quella di Shirley Bassey, pubblicata nel 1970 come singolo. La canzone fu il suo maggiore successo in Gran Bretagna in diversi anni, raggiungendo la posizione numero 4 e restando in classifica per 22 settimane. La versione raggiunse anche la posizione numero 6 della classifica US AC Chart negli Stati Uniti.
Nel 2002, dopo la morte di Harrison, Paul McCartney eseguì la canzone suonando l'ukulele (uno degli strumenti amati da Harrison) durante i suoi tour "Back in the US" e "Back in the World". McCartney e Eric Clapton eseguirono Something al "Concert for George" il 30 novembre 2002, performance che ricevette una nomination ai Grammy Award per la Best Pop Collaboration with Vocals. Something fu anche eseguita come tributo a Harrison da McCartney nel 2008 al Liverpool Sound Concert, in una versione simile a quella del Concert for George: introduzione in solitudine accompagnata dall'ukulele, e dopo il bridge, raggiunto dal resto della band per concludere la canzone. Anche Bob Dylan, in qualche occasione, suonò la canzone dal vivo come omaggio a Harrison dopo la sua scomparsa.